# Vanda Baranović
Vanda Baranović, coniugata Urukalo (Sebenico, 3 ottobre 1971), è un'ex cestista croata, fino al 1991 jugoslava.

## Carriera
Con la Croazia ha disputato i Campionati europei del 1995.